# Strångsjö
Strångsjö – miejscowość (tätort) w Szwecji, w regionie administracyjnym (län) Södermanland (gmina Katrineholm).
Miejscowość położona jest w północnej części Kolmården w prowincji historycznej (landskap) Södermanland, ok. 10 km na południe od Katrineholm przy drodze krajowej nr 55/56 w kierunku Norrköping. Przez centrum Strångsjö przebiega magistrala kolejowa Södra stambanan.
W 2010 r. Strångsjö liczyło 365 mieszkańców.